# Thisias sexfoveatus
Thisias sexfoveatus es una especie de coleóptero de la familia Mycteridae.

## Distribución geográfica
Habita en Ecuador.